# Eurycea naufragia
Eurycea naufragia (tên tiếng Anh: Georgetown Salamander, có nghĩa là kỳ nhông Geogretown) là một loài kỳ giông trong họ Plethodontidae.
Nó là loài đặc hữu của những con suối gần Georgetown, Texas, Hoa Kỳ.
Các môi trường sống tự nhiên của chúng là suối nước ngọt và carxtơ nội địa.
Nó bị đe dọa do mất môi trường sống.